# فيلي مكستاي
فيلي مكستاي (بالإنجليزية: Willie McStay)‏ هو مدرب كرة قدم ولاعب كرة قدم بريطاني في مركز الدفاع، ولد في 26 نوفمبر 1961 في هميلتون في المملكة المتحدة. لعب مع نادي بارتيك ثيسل ونادي سلتيك ونادي سليغو روفرز ونادي كيلمارنوك ونادي هارتلبول يونايتد ونوتس كاونتي وهدرسفيلد تاون.

## وصلات خارجية
- فيلي مكستاي على موقع قاعدة بيانات كرة القدم.إي يو (الإنجليزية)